# Peter Banks

Peter Banks, właśc. Peter William Brockbanks (ur. 15 lipca 1947 w Barnet, zm. 7 marca 2013 w Londynie) – brytyjski gitarzysta rockowy.
Naukę gry na gitarze rozpoczął jako nastolatek, pierwszy instrument (gitarę akustyczną) otrzymując od swojego ojca. W młodym wieku uczył się również gry na banjo. Znaczący wpływ na jego twórczość miała muzyka Jimiego Hendriksa.
Pierwszą grupą muzyczną, w której Banks występował, był The Syn. W składzie tej grupy znajdował się również basista Chris Squire, który w roku 1968 wraz z Jonem Andersonem założył grupę Yes, jedną z najważniejszych formacji w historii symfonicznego rocka. W pierwszym składzie Yes znaleźli się również Tony Kaye (instrumenty klawiszowe), Bill Bruford (perkusja) oraz Peter Banks, który wziął udział w nagraniu dwóch pierwszych albumów grupy (Yes (1969) i Time and a Word (1970), a następnie opuścił zespół mając inną od Squire'a i Andersona wizję dalszego rozwoju. Ostatnim koncertem grupy, na którym pojawił się Banks, był występ w The Luton College of Technology w dniu 18 kwietnia 1970 roku.
W późniejszych latach Peter Banks był członkiem m.in. Blodwyn Pig, Flash, Empire i Harmony in Diversity, współpracował również z takimi muzykami jak Phil Collins, Steve Hackett czy John Wetton. W roku 1973 wydał swoją pierwszą płytę solową.
Zmarł 7 marca 2013 w swoim domu, w Londynie.

## Dyskografia (płyty solowe)
- Two Sides of Peter Banks (1973)
- Instinct (1994)
- Self Contained (1995)
- Reduction (1997)
- Peter Banks: Can I Play You Something? (1999)